# Marianen
De Marianen (vroeger ook wel Ladrón-eilanden) zijn een Oceanische eilandengroep, onderdeel van de regio Micronesië. De Marianen bevinden zich in de Grote Oceaan ten noorden van de Carolinen en ten zuiden van de Japanse Bonin- en Vulkaan-eilanden. Het centrale en het noordelijke deel van de Marianen wordt gevormd door de Noordelijke Marianen, het zuidelijkste deel door Guam. Beide zijn territoria van de Verenigde Staten.

## Geografie
De Marianen zijn het noordelijkste deel van de regio die aangeduid wordt met de term Micronesië. De totale landoppervlakte van de eilanden bedraagt 1026 km². 
De eilanden liggen op de toppen van vijftien vulkanische bergen, die oprijzen van de bodem van de Grote Oceaan. Deze bergen zijn het zuidelijke deel van een onderzeese bergketen, die een lengte van ongeveer 2159 km. heeft. De keten loopt ongeveer vanaf Guam naar Japan.
Bij de Marianen kunnen we spreken van een 'eilandboog', die is gevormd door de gesmolten bestanddelen van de subducerende, onder elkaar schuivende, korst. Deze gesmolten bestanddelen komen terug omhoog als vloeibare magma. Vervolgens vindt vulkanisme plaats en op die manier worden de eilanden gevormd.
Ten oosten van de Marianen verdwijnt de oceanische plaat van de Stille Oceaan onder de plaat van de Filipijnen. De trog die daardoor gevormd wordt, de Marianentrog, is de diepste trog ter wereld. Het diepste punt ervan ligt op 10.920 meter onder het zeeniveau.

### Eilanden
De eilanden van de Marianen (alfabetisch):
- Agrihan
- Aguijan
- Alamagan
- Anatahan
- Asuncion-eiland
- Farallon de Medinilla
- Farallon de Pajaros
- Guam
- Guguan
- Maug-eilanden
- Pagan
- Rota
- Saipan
- Sarigan
- Tinian

## Geschiedenis
Op de eilanden zijn voorwerpen van de Lapitacultuur aangetroffen.
In 1521 landde Ferdinand Magellaan in Spaanse dienst met zijn expeditie op de eilanden. Op Guam kwamen leden van de inheemse bevolking aan boord, die zich verschillende voorwerpen en zelfs een jol toe-eigenden. Magellaan stuurde hierop een strafexpeditie van veertig gewapende mannen naar het naburige dorp. Zij namen de boot terug en brandden het dorp ter vergelding plat. Magellaan noemde de eilanden na dit voorval Islas de los Ladrones, Dieveneilanden. Pas in 1667 legde Spanje een formele claim op de eilanden en hernoemde ze Las Marianas, naar hun koningin Maria Anna van Oostenrijk.
De Marianen waren eerst een onderdeel van Spanje, totdat Spanje in 1898, na de Spaans-Amerikaanse Oorlog, het eiland Guam af moest staan aan de Verenigde Staten (zie ook: Verdrag van Parijs). In 1899 verkocht Spanje de overige, meer noordelijk gelegen, Marianeneilanden aan het Duitse Rijk. De Duitse Marianen werden bestuurd vanuit de kolonie Duits Nieuw-Guinea.
De Duitsers hadden vooral vanwege de kopra (gedroogd vruchtvlees van de kokosnoot) belangstelling voor de eilanden. In de Eerste Wereldoorlog werden de eilanden gebruikt als een bevoorradingsbasis voor marineschepen totdat Japan de eilandengroep veroverde. Na de Eerste Wereldoorlog kwam de eilandengroep als volkenbondmandaat onder Japans bestuur. 
Op 15 juni 1944 viel het Amerikaanse leger Saipan aan en begon een strijd die drie weken zou duren. Na de Tweede Wereldoorlog werden de eilanden als de Noordelijke Marianen een autonoom gebied onder voogdij van de Verenigde Staten.
- Biblioteca Nacional de España: XX456598
- Bibliothèque nationale de France: cb12196971x (data)
- Gemeinsame Normdatei: 4249309-2
- Library of Congress Control Number: n85231275
- National Archives and Records Administration: 10046187
- Bibliotheek van het Japanse parlement: 00629290
- Nationale Bibliotheek van Tsjechië: ge841576
- Nationale Bibliotheek van Israël: 987007562324405171
- Virtual International Authority File: 3146824834807631354
- WorldCat: E39PBJdCmC4gQggygqMj4f3G73